# Milena Gasperoni
Milena Gasperoni (Ciudad de San Marino, 23 de septiembre de 1961) es una política sanmarinense que ha sido capitán regente durante el período político desde 1 de abril hasta 1 de octubre de 2024 junto a Alessandro Rossi.

## Biografía
Gasperoni nació el 23 de septiembre de 1961 en la ciudad de San Marino. Asistió a la Universidad de Bolonia en Italia, donde se licenció en derecho. Más tarde asistió a la facultad de derecho y recibió una maestría en derecho administrativo. En la década de 1990, trabajó profesionalmente en Emilia-Romaña como abogada y notaria.
En 1995, Gasperoni fue nombrada jefa de la Ufficio Programmazione Economica e Centro Elaborazione Dati e Statistica, la oficina de planificación económica, procesamiento de datos y estadísticas de San Marino. Desempeñó el cargo hasta 2003 antes de recibir un puesto en 2004 en el Departamento de Asuntos Exteriores. Luego fue directora de la Oficina de Trabajo de 2005 a 2012 y fue directora del Centro de Formación Profesional de 2012 a 2023.
Gasperoni fue nombrada miembro del Gran Consejo General en mayo de 2015 para cubrir una vacante causada por las dimisiones de Claudio Felici y Stefano Macina, sirviendo hasta las elecciones de 2016 y siendo miembro del Partido de los Socialistas y Demócratas (PSD). Como miembro del Consejo, Gasperoni ayudó a redactar varios proyectos de ley, incluidos proyectos de ley sobre marcas y patentes y la regulación del mercado laboral.
En octubre de 2023, Gasperoni fue nombrada para el Consejo por segunda vez, en sustitución del dimitido Giacomo Simoncini. Se convirtió en miembro de las comisiones de asuntos constitucionales y finanzas. En marzo de 2024, Gasperoni fue elegida, junto con Alessandro Rossi, como una de los dos capitanes regentes (jefes de gobierno), lo que fue visto como una sorpresa, ya que fue nominada por la alianza de la oposición, Noi per la Repubblica (Nosotros por la República).